# هنری استوارت هیوز
هنری استوارت هیوز (1916–1999) مورخ ، استاد دانشگاه و فعال آمریکایی بود . وی از کاربرد روانکاوی در تاریخ حمایت می‌کرد.

## کودکی
هیوز در 16 مه 1916 در شهر نیویورک متولد شد. او نوه قاضی ارشد ایالات متحده چارلز ایوانز هیوز و نامزد حزب جمهوری خواه برای ریاست جمهوری در سال 1916 بود.
در سال 1922 ، خانواده هیوز به حومه ریوردیل ، برانکس ، نیویورک نقل مکان کردند ، جایی که وی بیشتر دوران کودکی خود را در آنجا گذراند. 